# Никулино (городской округ Солнечногорск)
Никулино — деревня в Московской области России. Входит в городской округ Солнечногорск.

## География
Деревня расположена на северо-западе Московской области, в северо-западной части округа, примерно в 13 км к юго-западу от центра города Солнечногорска, в 30 км от Московской кольцевой автодороги. Ближайшие населённые пункты — деревни Замятино.

## История
Деревня была образована на территории жилой застройки вблизи деревни Замятино Кривцовского сельского поселения Солнечногорского муниципального района в соответствии с постановлением губернатора Московской области от 12 июля 2013 года.
Наименование деревни официально дано Распоряжением Правительства РФ от 13 сентября 2016 года.
С 2016 до 2019 года деревня включалась в Кривцовское сельское поселение Солнечногорского муниципального района.
С 2019 года деревня входит в городской округ Солнечногорск, в рамках администрации которого относится с территориальному управлению Кривцовское.

## Население
| 2024 |
| ---- |
| 532  |